# Air Whitsunday
Pour les articles homonymes, voir Whitsunday.
Air Whitsunday est une compagnie aérienne charter basée à Airlie Beach en Australie, et qui exploite une flotte d'hydravions. La société organise également des visites.

## Flotte
- 3 Cessna 208 Caravan
- 3 de Havilland Canada DHC-2 Beaver